# Devnya (Bulgarie)
Pour l’article homonyme, voir Devnya.
Devnya ou Dévnia (en bulgare : Девня) est une ville située dans l'est de la Bulgarie.

## Géographie

### Géographie physique
La ville de Devnya est située dans l'est de la Bulgarie, à 410 km à l'est-nord-est de la capitale Sofia et à 30 km à l'ouest de Varna, chef-lieu de la région de même nom.

## Histoire
La ville actuelle s'est construite à proximité du site de l'ancienne cité romaine de Marcianopolis, qui se trouve sous l'actuel quartier de Réka Dévnia, à 2,55 km au nord-est du centre-ville.

## Culture

### Patrimoine historique
La ville de Devnya dispose d'un patrimoine historique intéressant. Outre les restes archéologiques de l'ancienne cité romaine de Marcianopolis, les objets qui ont été trouvés sur le site de fouilles ont été regroupés, pour la plupart, dans le musée de la mosaïque.

## Galerie

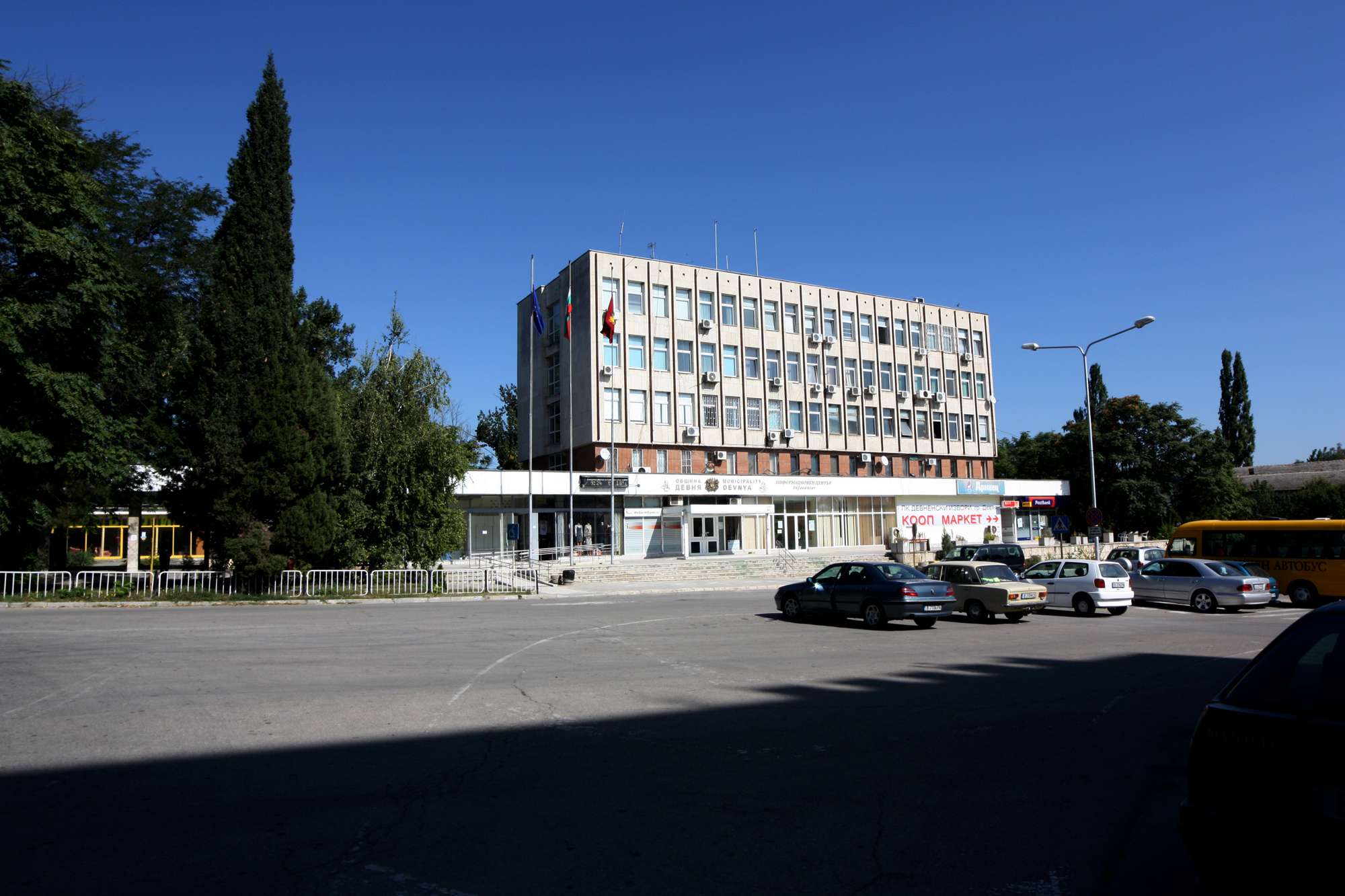
La mairie de Devnya
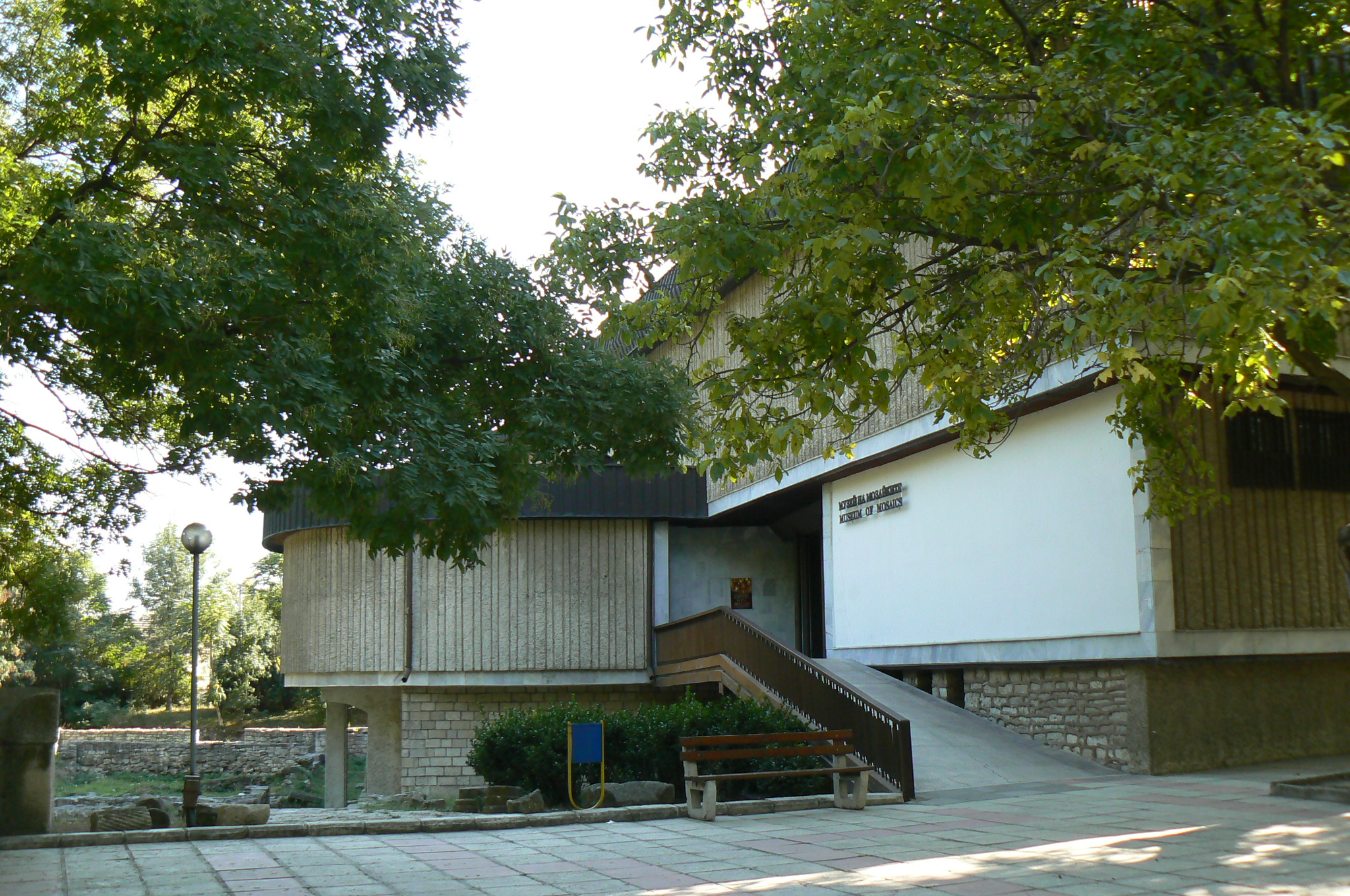
Le musée des mosaïques à Devnya
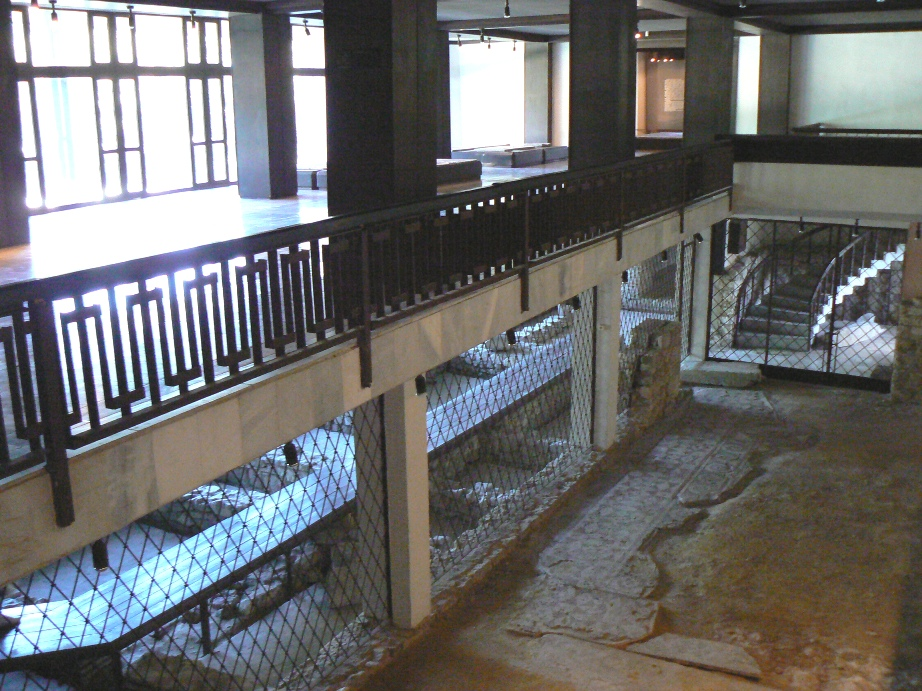
Le musée des mosaïques à Dévnia
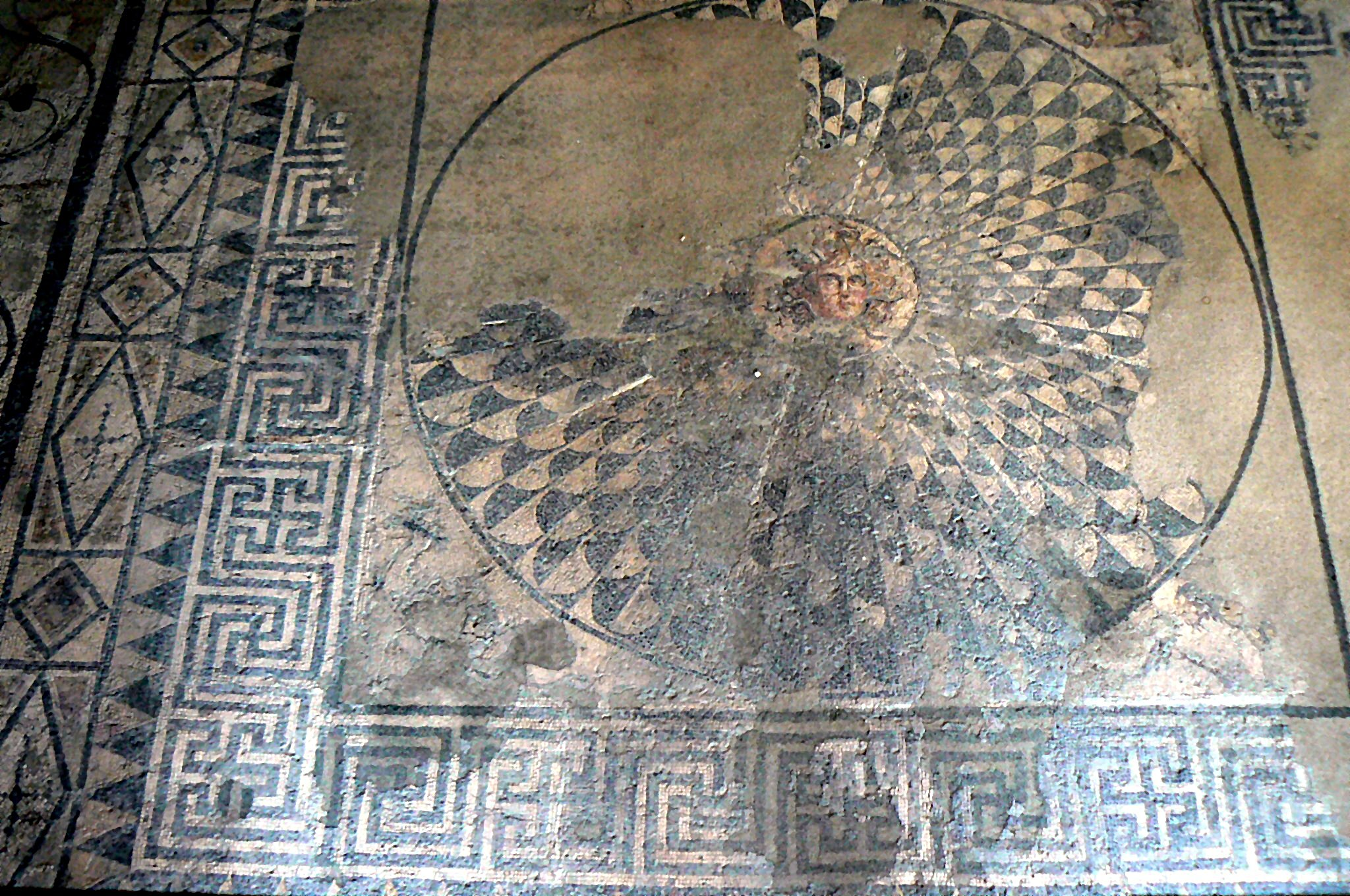
Mosaïque illustrant la Méduse (musée des mosaïques)